# Piotr Grajewski (kasztelan zakroczymski)
Piotr Grajewski herbu Olawa (zm. w 1582 roku) – kasztelan zakroczymski, podkomorzy zakroczymski, starosta wiski, dworzanin królewski.
Poseł województwa mazowieckiego na sejm 1572 roku, sejm konwokacyjny 1573 roku, podpisał akt konfederacji warszawskiej w 1573 roku. Poseł ziemi wiskiej na sejm 1581 roku.